# Società Italiana per il Progresso delle Scienze
Die 1839 in Pisa gegründete Società Italiana per il Progresso delle Scienze (SIPS) („Italienische Gesellschaft für den Fortschritt der Wissenschaften“) ist eine der ältesten wissenschaftlichen Gesellschaften Italiens. Als gemeinnützige Organisation fördert sie das allgemeine Interesse an den Wissenschaften und den Austausch zwischen Wissenschaftlern unterschiedlicher Fachrichtungen, insbesondere durch interdisziplinäre Kongresse, Tagungen, Seminare und Veröffentlichungen. Vorsitzender ist Carlo Bernardini.
Vor der Gründung vieler italienischer Fachgesellschaften diente die SIPS als Vereinigung von Wissenschaftlern verschiedener Disziplinen, darunter Physiker und Chemiker. Nach einer Zeit der Inaktivität gegen Ende des 19. Jahrhunderts wurde die SIPS 1906 in Mailand von Vito Volterra und Alfonso Sella wiedergegründet. 1937 ermögliche es Guglielmo Marconi der SIPS, sich beim Consiglio Nazionale delle Ricerche in Rom niederzulassen. Die Gesellschaft gliederte sich seinerzeit in drei Klassen mit unterschiedlichen wissenschaftlichen Schwerpunkten.
Zu ihren Mitgliedern zählten bedeutende italienische Wissenschaftler, darunter der Physiker und Nobelpreisträger Enrico Fermi, die Chemiker Francesco Filippuzzi und Giacomo Luigi Ciamician, die Medizin-Nobelpreisträger Camillo Golgi und Daniel Bovet.
Zu den bedeutenden Veröffentlichungen gehören: Un secolo di progresso scientifico italiano (1839 – 1939, 7 Bände), der Indice generale storico-cronologico alfabetico e analitico lavori, contributi e quadri direttivi (1839 – 2005), das Annuario della SIPS sowie die Fachzeitschrift Scienza e Tecnica.